# Helius (Idiohelius) pentaneura
Helius (Idiohelius) pentaneura is een tweevleugelige uit de familie steltmuggen (Limoniidae). De soort komt voor in het Australaziatisch gebied.